# أحمد البرغوثي
أحمد البرغوثي هو أحد أشهر الشعراء الشعبيين بالجنوب التونسي، عاش في الثلث الأول من القرن العشرين، وتوفي عام 1934. وهو ينسب إلى قرية البرغوثية التابعة إلى ولاية قبلي.
- كتب الشعر في أغراض متعددة، وامتاز شعره بقوة الصورة وحبكة الكلمات وبلاغتها.